# Nhà thờ Thánh Phêrô và Thánh Phaolô ở Matiašovce
Nhà thờ Thánh Phêrô và Thánh Phaolô ở Matiašovce (tiếng Slovakia: Kostol svätých Petra a Pavla v Matiašovce)  là một nhà thờ Công giáo La Mã tọa lạc ở giữa làng Matiašovce, vùng Prešov, Slovakia. Vào ngày 30 tháng 10 năm 1963, nhà thờ này được ghi danh vào Danh sách Di tích Trung ương theo quyết định của Bộ Văn hóa Cộng hòa Slovakia.

## Lịch sử
Nhà thờ Thánh Phêrô và Thánh Phaolô ở Matiašovce được xây dựng theo phong cách kiến trúc Gothic vào thời Trung cổ, cụ thể là khoảng năm 1300. Trong những thế kỷ tiếp theo, nhà thờ này trải qua nhiều lần tu sửa và trùng tu, lần lượt vào các năm: thập niên 1460, 1661, 1811, 1833, 1948 và 1968. Nhà thờ được tái thiết theo phong cách kiến trúc Baroque.
Tòa nhà nhà thờ được xây trên một mặt bằng hình chữ nhật, có một gian giữa và một tháp chuông. Bao quanh nhà thờ là một bức tường. Bức tường này đã được sửa chữa và trùng tu nhiều lần vào các năm 1433, 1739 - 1740, 1956 - 1957 và 1970. Bên trong nhà thờ, bục giảng được làm theo phong cách Cổ điển, có niên đại vào đầu thế kỷ 18. Bàn thờ được làm theo phong cách Tân Gothic và có niên đại vào cuối thế kỷ 19.